# کوزوتومو میاموتو
کوزوتومو میاموتو (انگلیسی: Kazutomo Miyamoto؛ زادهٔ ۱۳ فوریهٔ ۱۹۶۴) بازیکن بیسبال اهل ژاپن بود.